# Jacopo Bonfado
Jacopo (o Giacomo) Bonfado (Cologna Veneta, 1210 – Cologna Veneta, 1256) è stato un condottiero colognese, avversario di Ezzelino III da Romano.

## Vita e rivolta contro Ezzelino III
Nato a Cologna Veneta dall'influente famiglia guelfa dei Bonfado intorno al 1210, Jacopo ottenne con il tempo il controllo della guarnigione della propria cittadina. Nel 1239 Cologna cadde nelle mani di Ezzelino III da Romano e Jacopo si adoperò negli anni successivi per coagulare intorno a sé il partito avverso ad Ezzelino e all'Impero Germanico. Ottenuto l'appoggio del marchese di Ferrara Azzo VII d'Este e del legato pontificio di Alessandro IV, Jacopo si ribellò apertamente ad Ezzelino nel 1256, cacciando la guarnigione imperiale ed innalzando le insegne del marchese di Este; anche i prigionieri politici ostili a Federico II vennero liberati dalle carceri in cui erano rinchiusi. Ezzelino, per tutta risposta, marciò contro Cologna alla testa di un'imponente armata.

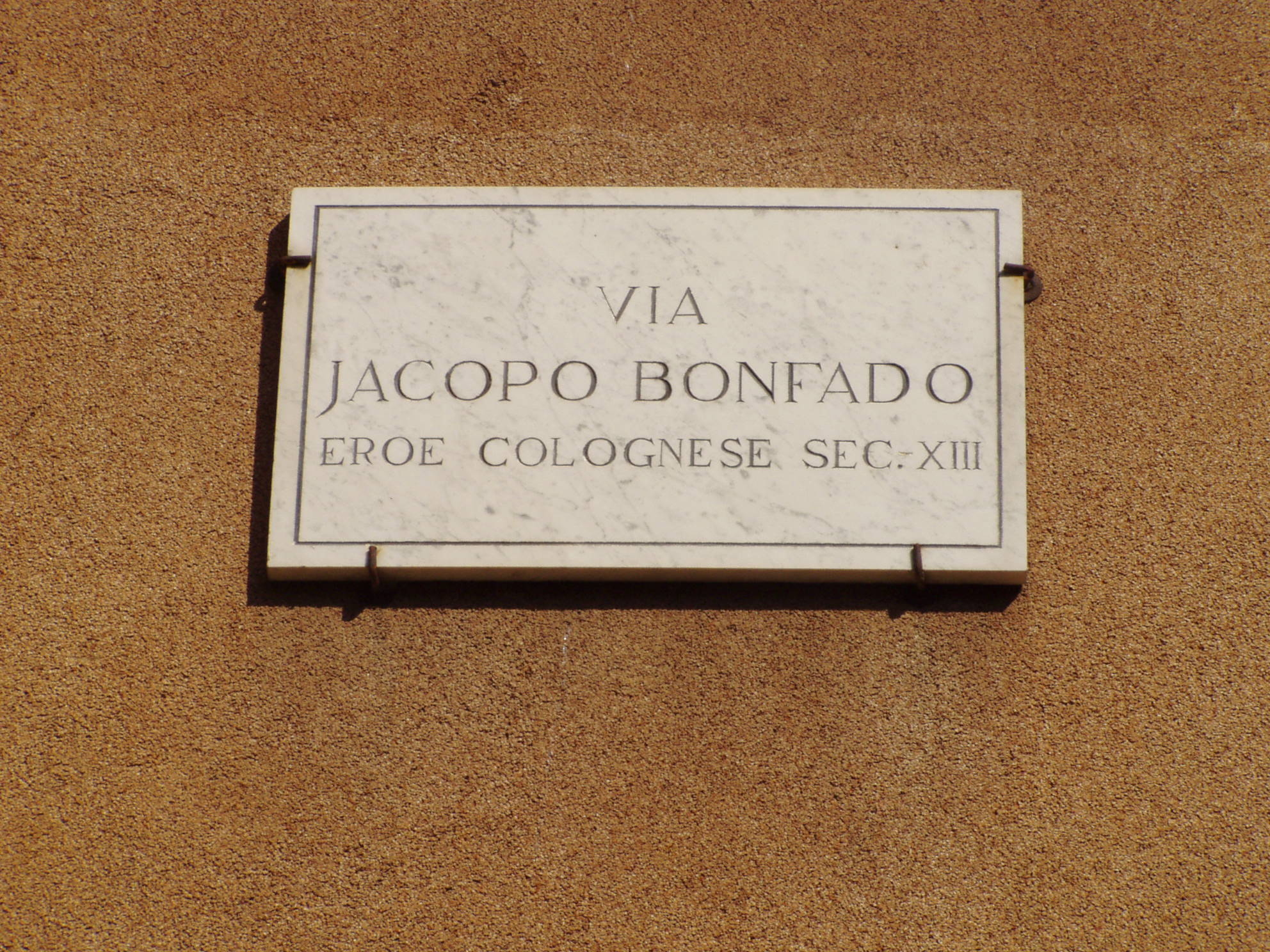
Targa della via dedicata a Jacopo Bonfado a Cologna Veneta

## L'assedio di Cologna e la morte (1256)
Assieme al giovane figlio Aprile, Jacopo fu costretto ad organizzare una frettolosa resistenza, asserragliandosi con pochi fedelissimi nella rocca di Cologna. Le truppe promesse infatti dal legato pontificio e da Azzo d'Este non si mossero in soccorso degli insorti. L'esercito condotto personalmente da Ezzelino era composto soprattutto da miliziani germanici, forniti dall'imperatore Federico II e forse da alcuni Variaghi, che a suo tempo il basileus Giovanni III Vatatze aveva inviato a Federico II per le sue operazioni belliche in Lombardia.
Dopo un duro quanto breve assedio, Jacopo dovette capitolare, arrendendosi ad Ezzelino a patto di aver salva la vita, cosa che Ezzelino disattese puntualmente, facendolo impiccare assieme al figlio Aprile e ad altri difensori agli spalti della rocca.
A Jacopo è attualmente dedicata una via di Cologna Veneta, nei pressi dell'antica rocca.

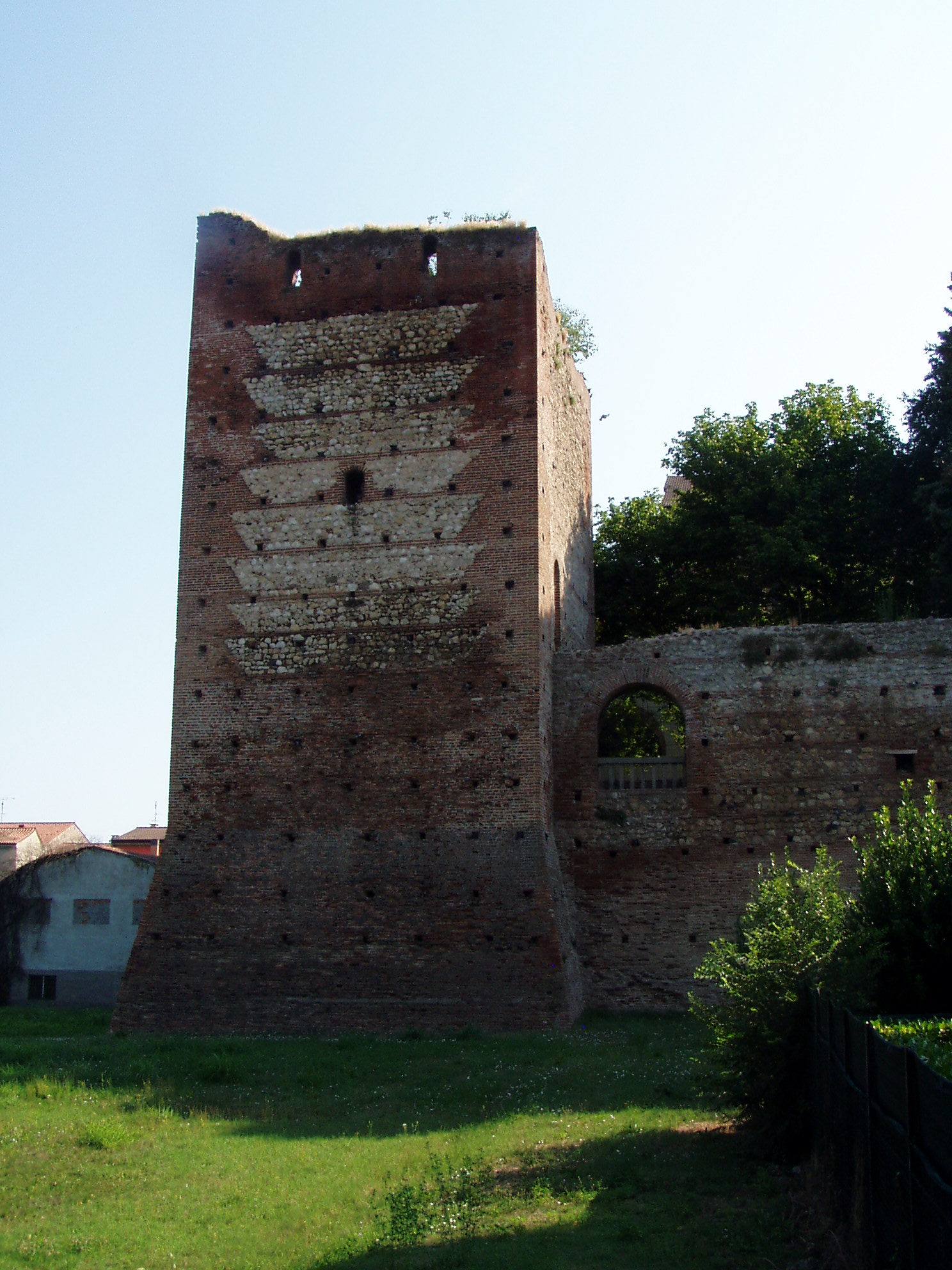
Resti della Rocca Scaligera di Cologna Veneta, Verona